# Walkmühle (Lehrberg)
Walkmühle (fränkisch: Walkmil) ist ein Gemeindeteil des Marktes Lehrberg im Landkreis Ansbach (Mittelfranken, Bayern). Walkmühle liegt in der Gemarkung Brünst.

## Geografie
Die Einöde liegt am Seebach. 0,5 km nordwestlich in der Forst Birkenfels erhebt sich der Hirschberg, 0,5 km südlich der Kümmelberg (468 m ü. NHN). Eine Gemeindeverbindungsstraße führt an der Seemühle und Ziegelhütte vorbei nach Lehrberg (1,5 km südlich) bzw. nach Ballstadt (1 km östlich).

## Geschichte
Gegen Ende des 18. Jahrhunderts gehörte die Walkmühle zur Realgemeinde Ballstadt. Die Mühle hatte das brandenburg-ansbachische Hofkastenamt Ansbach als Grundherrn. Unter der preußischen Verwaltung (1792–1806) des Fürstentums Ansbach erhielt die Walkmühle die Hausnummer 12 des Ortes Ballstadt. Von 1797 bis 1808 unterstand der Ort dem Justiz- und Kammeramt Ansbach.
Im Rahmen des Gemeindeedikts wurde die Seemühle dem 1808 gebildeten Steuerdistrikt Brünst und der 1811 gegründeten Ruralgemeinde Brünst zugeordnet.
Am 1. Januar 1978 wurde die Walkmühle im Zuge der Gebietsreform in Bayern nach Lehrberg eingemeindet.

## Einwohnerentwicklung
| Jahr      | 001818 | 001840 | 001861 | 001871 | 001885 | 001900 | 001925 | 001950 | 001961 | 001970 | 001987 |
| Einwohner | 3      | 7      | *      | 8      | 7      | 7      | 4      | 6      | 8      | 4      | 2      |
| Häuser    | 1      | 1      |        |        | 1      | 1      | 1      | 1      | 1      |        | 1      |
| Quelle    | [ 12 ] | [ 13 ] | [ 14 ] | [ 15 ] | [ 16 ] | [ 17 ] | [ 18 ] | [ 19 ] | [ 20 ] | [ 21 ] | [ 1 ]  |

## Religion
Der Ort ist seit der Reformation evangelisch-lutherisch geprägt und bis heute nach St. Margaretha (Lehrberg) gepfarrt. Die Einwohner römisch-katholischer Konfession waren zunächst nach St. Ludwig (Ansbach) gepfarrt, seit 1970 ist die Pfarrei Christ König (Ansbach) zuständig.